# Sheri St. Clair
Sheri St. Clair, née le 17 avril 1957, est une actrice pornographique américaine.

## Biographie
Sheri St. Clair commence dans le X en 1983 et s'arrête en 1992. Elle était une des actrices les plus prolifiques des années 80. Elle était frénétique dans ses scènes hardcore avec des acteurs comme John C. Holmes, Tom Byron, Herschel Savage... Elle est membre du AVN Hall of Fame.

## Récompenses
- 1985 : CAFA Best Supporting Actress pour Corporate Assets
- 1986 : AVN Award Meilleure actrice - Film (Best Actress - Film) pour Corporate Assets[3]
- 2007 : AVN Hall of Fame

## Filmographie
- Girls on Girls (1995)
- Greek Mistress (1990)
- Backdoor Bonanza 9 (1989)
- Black Silk Secrets (1989)
- Fuck My Ass, No Lube! (1989)
- Le sex de femme 4 (1989)
- Soft Warm Rain (1989)
- Air Erotica (1988)
- Backdoor Lust (1988)
- Lucky in Love 2 (1988)
- Slammer Girls (1987)
- Playpen (1987)
- AC/DC Hook Up 15 (1987)
- Blowin' the Whistle (1987)
- Deep Inside Trading (1987)
- Flesh for Fantasies (1987)
- Girl Games (1987)